# Richard Gramann von Nickenich
Ritter Richard Gramann von Nickenich (* um 1450 in Nickenich; † Oktober 1513 vermutlich in Trier) war der Sohn von Ritter Johann Gramann III. von Nickenich (Neckendich) und seiner Ehefrau Johanetta von Enscheringen (Enschringen, Enscherange in Luxemburg).

## Leben
Richard wandte sich schon in jungen Jahren dem Studium zu. Sein Bruder Johann folgte als Erstgeborener seinem Vater als Herr des im Lehensbesitzes. Im Jahr der Eröffnung der Trierer Universität 1473 immatrikulierte er in der Fakultät der freien Künste (Philosophie), erwarb zunächst den Grad eines "Baccalaureus" im Februar 1474 und erlangte im Mai 1476 mit 26 Jahren den Magister- und Doktorgrad (damals das Recht, Vorlesungen zu halten (venia legendi)). Richard, von Wanderlust und Wissensdrang beseelt, zog nach Löwen in Belgien, wo er ebenfalls in Philosophie promovierte. An den Universitäten Bologna und Ferrara in Italien studierte er Rechtswissenschaften und erwarb dort die Doktorgrade beider Rechte (Dr. iur. utr.), des kirchlichen Rechts und des weltlichen Rechts.
1482 erhielt Richard Gramann die Pfründe eines Stiftsherrn am St. Paulinusstift zu Trier. Sein Trierer Erzbischof, Johann II. von Baden (1465–1503), übertrug ihm das Amt eines erzbischöflichen Richters (Offizials). 1486 war er Dechant von Oberwesel und Stiftsherr von St. Simeon zu Trier. 1492 war er Dechant des Paulinusstiftes in Trier und residierte später in Koblenz als erzbischöflicher Offizial des Niedererzstiftes. Am 21. März 1492 fungiert er als Schlichter in einem Prozess zwischen der Kölner Universität und den Hinterbliebenen des Prof. Dr. Johannes Fankel. Im Auftrag Johanns II. übernahm er am 4. Juli 1495 die Appellationssache des Erzbischofs Berthold von Mainz gegen den Grafen Philipp von Hanau, die dem Trierer Erzbischof von Papst Alexander VI. übertragenen worden war. Urkundlich belegt ist die Ernennung von Richard Gramann, dem „meister, beider rechten doctor, dechan U. L. Frauwenkirchen zu (Ober)wesel“, durch den Trierer Erzbischof am 23. August 1497 zum erzbischöflichen Rat, was ihn zum ständigen Aufenthalt an den erzbischöflichen Hof in Ehrenbreitstein verfügte. 
Aufgrund des hohen Vertrauens, das Richard Gramann bei seinem Landesherren Johann II. genoss, berief ihn der Kurfürst auf den Lehrstuhl für Rechtswissenschaft der Universität Trier und übertrug ihm am 22. April 1499 das Kanonikat des Stiftes St. Florin in Koblenz mit der Verpflichtung, an der Rechtsfakultät der Universität Trier jährlich fünfundzwanzig Vorlesungen über kanonisches bzw. römisches Recht zu halten. Im Jahre 1504 unternahm er eine Romreise als Rat des seit 1503 regierenden Erzbischofs Jakob II. von Baden mit dem Trierer Domkapitular Jakob von Eltz, einem Onkel des Erzbischofs und Kurfürsten Jakob III. von Eltz. Höhepunkt seiner akademischen Laufbahn war 1509 die Ernennung zum Professor und Rektor der Universität Trier für drei Jahre. Gramann erwarb von der Stadt Trier das Haus "Zur Taube" in der Dietrichstraße, was er als Collegium Gramannianum stiftete, dass es "ein Kollegium oder Burse (Heim) für etliche Doktoren, Meister und Studenten der Universität sein und bleiben solle". Sein Titel zur damaligen Zeit war: ,Richard Graman von Neckendich, beyder Rechten Doktor, Probst zum hl. Kreutze zu Maintze, Dechen (Dechant) unser lieben Frauen Kirchen zu Wesell, zur Zyt Offizial zu Trier'.
Sein Vermächtnis an seinen Heimatort Nickenich ist die spätgotische Seitenkapelle an der vorangegangenen Pfarrkirche St. Arnulfus, das „Gramannschörchen“. Richard Gramann starb vermutlich im Oktober 1513 in Trier.